# Kohei Ueda
Kohei Ueda (上田 航平 Ueda Kohei?), född 26 juni 1998 i Kanagawa prefektur, är en japansk fotbollsspelare.
Ueda började sin karriär 2017 i YSCC Yokohama.